# 石井康之
石井 康之（いしい やすゆき、1962年 - ）は、日本のファッションデザイナーおよびオブジェアーティスト。「YASUYUKI ISHII」の名でメンズファッションブランド、「Autre-Y（オウトル-イグレック）」の名でレディースファッションブランドを展開している。

## 来歴
桑沢デザイン研究所を卒業。当初はオブジェアーティストとして活動を開始し、1987年にパルコオブジェ展で「山本寛斎賞」を受賞した。その後、1996年にはファッションブランド「YASUYUKI ISHII」を立ち上げ、国内外で活動を展開してきた。彼のキャリアは、パリ、ミラノ、コペンハーゲンにまでおよび、数々の展覧会やイベントでの作品発表を行っている。石井は国内外の有名アーティストの衣装制作も手がけ、東京デザイナーズウィークでのオブジェ製作や旗艦店のインテリアデザインなど、幅広い活動を行っている。

## 作品の特徴
石井の作品は、オブジェアーティストとしてのキャリアから、非伝統的で革新的なデザインを特徴としている。レザーパーツ、ワイヤー、ボルトなどから手作業で製作される作品は、型破りでありながら現代的な洗練さを合わせ持つと称される。石井のデザインは非常に繊細な製造プロセスに依存しており、「手間暇かけて服を手作りする職人たちに恵まれており、感謝している」と語っている。独創性を尊重し、従来の概念に挑戦し続けるその姿勢は、国内外のセレブリティやアーティストから支持されている。

## 年譜
- 1962年 日本生まれ
- 1984年 桑沢デザイン研究所卒業
- 1987年 東京パルコ・オブジェ展 山本寛斎賞受賞[1]
- 1988年 O-Museumの One Man's Exhibition にて展示
- 1988年 Everyone's Gallery Exhibition にて展示
- 1989年 Kirin Artland Object Exhibition にて展示
- 1989年 第16回現代美術国際展（東京博物館）にてAU賞を受賞
- 1989年 ニューヨークの Open House Gallery にてAU Selected Artists Exhibition
- 1989年 ニューヨークの SOHO の Lucia Gallery にて International New Talent Exhibition
- 1989年 幕張メッセにて日本文化デザイン会議 ‘89展
- 1990年 東京パルコ・オブジェ展 '90
- 1994年 Designer for Guy La Rouche, Japan.
- 1994年 ファッションデザインに軸足を移す
- 1996年 株式会社アジア設立
- 1996年 ブランド "YASUYUKI ISHII "を立ち上げる
- 1997年 東京コレクションF/W S/S
- 1998年 東京コレクションF/W
- 1999年 東京コレクションF/W S/S
- 2000年 東京コレクションF/W
- 2003年 東京コレクションF/W S/S
- 2003年 コペンハーゲンにてCPH展
- 2003年 渋谷にアトリエと店舗を移転
- 2004年 T.B.C展（ロンドン）
- 2004年 Who's Next展（パリ）
- 2005年 Who's Next展（パリ）
- 2005年 代官山にアトリエと店舗を移転
- 2006年 Who's Next展（パリ）
- 2007年 Who's Next展（パリ）
- 2007年 東京コレクション出展
- 2008年 東京コレクション出展
- 2009年 東京コレクション出展
- 2010年 東京コレクション出展[7]
- 2010年 渋谷パルコパート1店の内装デザインを担当[5]
- 2011年 Paris Tranoi Homme, Milano White Homme にて展示
- 2012年 Paris Tranoi Homme exhibition, Firenze PITTI uomo.[3]
- 2013年 TOKYO DESIGNERS WEEK の PROFESSIONAL EXHIBITIONにて展示[4]
- 2014年 Tranoi famme にて新ブランド（レディース）「Autre-Y（オウトル-イグレック）」をリリース
- 2015年 コペンハーゲンのREVOLVER INTERNATIONAL TRADE SHOW
- 2016年 パリの VOID showroom と CUBE SHOWROOM
- 2016年 Paris Fashion Week - Summer 2016 にて出展[8]
- 2017年 CUBE SHOWROOM in Paris
- 2018年 FLAG銀座ギャラリー
- 2019年 FLAG銀座ギャラリー
- 2022年 米国ワシントンD.C.のスミソニアン博物館で開催されたファッションイベントに招聘[9]
- 2022年 第7回 グローバル・サステナビリティ・ファッション・ウィーク（GSFW）ブダペストに招聘され、FUGAアーキテクチャー・センターでショー、及びセントラル美術館での展示[10]